# 米爾伍德 (喬治亞州)
米爾伍德（英語：Millwood）是位於美國喬治亞州韋爾縣的一個非建制地區。該地的面積和人口皆未知。

## 地理
米爾伍德的座標為31°15′55″N 82°39′27″W / 31.26528°N 82.65750°W，而該地的平均海拔高度為47米（即154英尺）。